# Centralværkstedet Aarhus

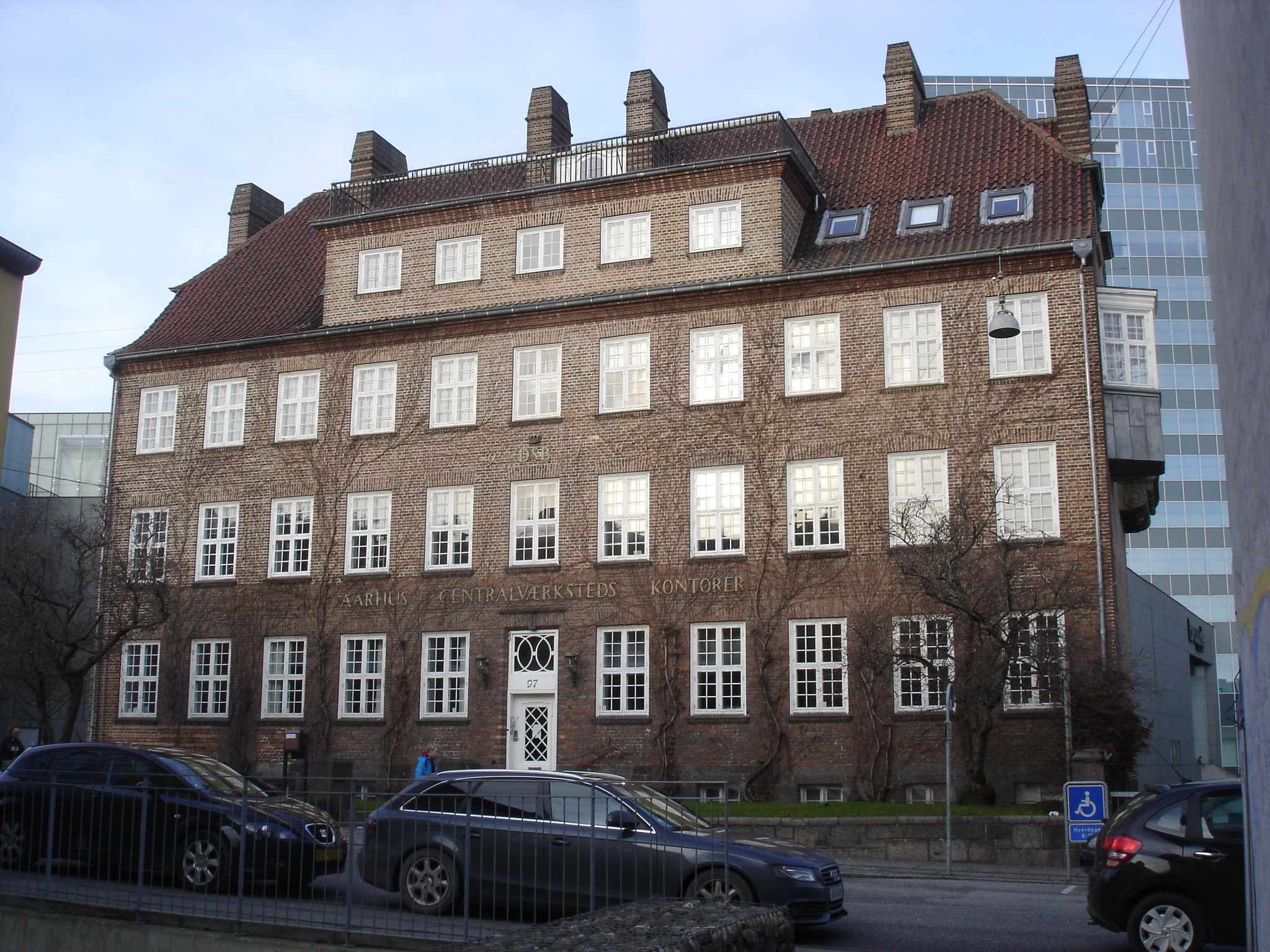
Das "Baumannhuset", Baujahr 1910, war das Verwaltungsgebäude

Die Centralværkstedet Aarhus (Abkürzung Cvk Ar) im dänischen Aarhus wurde 1862 als Eisenbahnwerkstatt eröffnet und 1867 zur Hauptwerkstätte der staatlichen Jysk-Fyenske Jernbaner bestimmt. Die teilweise Schließung der Werkstatt begann 1990, die endgültige Stilllegung erfolgte 2009. Die Gebäude werden entweder für andere Zwecke genutzt oder wurden abgerissen.

## Geschichte
Nach dem Bau der ersten Bahnstrecke in Jütland, der Bahnstrecke Randers–Aarhus, wurde die Werkstatt 1862 vom britischen Konsortium Peto, Brassey and Betts erbaut und durch die Det danske Jernbane-Driftsselskab betrieben.
Während des Deutsch-Dänischen Krieges vom 1. Februar bis zum 30. Oktober 1864 ruhte der Werkstattbetrieb fast. Nach dem Friedensschluss wuchs Jütlands Schienennetz schnell, was Aufträge brachte. Mit dem Einsatz von Eisenbahnfähren über den Kleinen Belt 1872 und über den Großen Belt 1883 bekam Dänemark ein zusammenhängendes Netz.
1867 übernahm der Staat das Konsortium mit dessen sämtlichen Bahnstrecken sowie der Werkstatt. Bis zur Übernahme wurde die Werkstatt von den Engländern geführt. Diese wurde Hauptwerkstatt der ab diesem Zeitpunkt Jysk-Fyenske Jernbaner genannten Gesellschaft. Der Staat übernahm 1880 die private Sjællandske Jernbaneselskab, die zur De Sjællandske Statsbaner umbenannt wurde. Die Änderung des Gesellschaftsnamens wurde vorgenommen, nachdem der dänische Staat beschlossen hatte, dass das Unternehmen in staatlicher Hand bleiben solle. Die Ausbaumaßnahmen des Schienennetzes wurden unter der staatlichen Gesellschaft fortgesetzt. Diese und die Jysk-Fyenske Jernbaner blieben eigene Organisationen unter staatlicher Regie trotz der 1885 erfolgten Gründung der Danske Statsbaner (DSB). Bis zur endgültigen Verschmelzung der maschinentechnischen Abteilungen dauerte es bis 1892.
Die Werkstatt in Aarhus wurde Centralværkstedet (deutsch Zentralwerkstatt) benannt und erhielt den Status der Hauptwerkstatt für Wartung und Reparaturen für den Jysk-fynske distrikt. Die Stellung als wichtige Werkstatt für Jütland und Fünen hatte sie bereits in den 1870er Jahren belegt.
1930 hatte die DSB rund 750 Lokomotiven und Triebwagen und fast 15.000 Wagen, hauptsächlich Güterwagen. Etwa die Hälfte davon war der Zentralwerkstatt in Aarhus zugeteilt, die jährlich an rund 7000 bis 8000 Wagen Instandsetzungen durchführte und etwa 250 Lokomotiven reparierte. Neben Wartungs- und Reparaturarbeiten wurden Fahrzeugumbauten durchgeführt, wobei die Werkstatt weitgehend alle Ersatzteile und Spezialwerkzeuge selbst produziert.

## Ausführung
Die Werkhallen lagen im Bereich zwischen dem Hauptbahnhof und der Badeanstalt an der Straße Spanien. Die Gebäude waren als Dreiflügelanlage mit Büros, Schmiede und einer speziellen Teilewerkstatt angelegt. Das zweistöckige Verwaltungsgebäude lag in einem Garten.
Die Werkstatt, die sich kaum von einem herkömmlichen Speicher unterscheidet, und der Hallenbau, der die erste Lokomotivwerkstatt beherbergte, beide von 1862, sowie das so genannten Sibirien-Gebäude, eine zwischen 1870 und 1880 erbaute Ziegelhalle, sind erhalten. Das letztgenannte hat im Innenraum noch zwei Reihen von Ziegelbögen, die einen Laufkran getragen haben.
Die Drehgestellwerkstatt ist ein Ziegelgebäude und wurde 1883 gebaut. Es gehört zu den ältesten erhaltenen Gebäuden in Dänemark. In diesem Gebäude, das als ursprünglich Lokomotivwerkstatt keine Laufkräne hatte, wurden die Lokomotiven durch mechanische Hebeböcke angehoben. Die Wagenwerkstatt von 1911 und 1932 ist ein Hallenbau in Stahlbeton, der in der Zeit nach dem Ersten Weltkrieg ausgebaut wurde. Das Verwaltungsgebäude ist klar proportioniert.
Die Gebäude wurden in die Liste der denkmalgeschützten Gebäude in Dänemark aufgenommen.

## Zweiter Weltkrieg
Die vielen Schäden im Bahnnetz während der deutschen Besatzung von 1940 bis 1945 und die Notwendigkeit großer Reparaturen bei Materialmangel nach dem Krieg hatten einen außerordentlich großen Bedarf an Arbeitskräften in den ersten Jahren nach der Befreiung zur Folge.
Die Schließung vieler Bahnstrecken nach 1945 führte dazu, dass die Arbeitsinhalte für die Werkstatt weniger wurden. Darüber hinaus konzentrierte die DSB auf Kosten der Werkstatt in Aarhus einen Teil der Arbeiten in der Centralværkstedet København. Dies führte zu sinkender Beschäftigung in Aarhus. Als die Materialversorgung besser wurde und die alten, wartungsintensiven Dampflokomotiven in den 1950er Jahren durch neue Diesellokomotiven ersetzt wurden, ließ der Bedarf an Arbeitskräften nach.

## Zahl der Arbeitskräfte und Arbeitsbedingungen
Die Werkstatt beschäftigte 1867 rund 100 Arbeiter, 1880 etwa 300 und 1900 in etwa 750. Rund 1000 Personen waren in den 1920er Jahren beschäftigt, der Höchststand mit über 1.850 Mitarbeitern wurde 1949 erreicht. Danach sank die Zahl langsam durch natürliche Fluktuation und das fast völlige Fehlen von Neueinstellungen.
In den frühen 1980er Jahren gab es zwischen 700 und 800 Mitarbeitern, zehn Jahre später waren es etwa 450.
Anfangs herrschten Raumknappheit sowie primitive, ungesunde und harte Arbeitsbedingungen. Die Arbeitswoche hatte ursprünglich mehr als 60 Stunden und wurde 1919 auf 48 Stunden gesenkt. 1892 wurde ein Rentensystem eingeführt.

## Von der Erweiterung der Schließung
Die Malerwerkstatt brannte 1868 nieder. Die Errichtung einer neuen und größeren Werkstatt an ihrer Stelle war der Anfang einer langen Reihe von Erweiterungen. Nach 1884 dehnte sich der Werkbereich von Spanien bis zur Jægergårdsgade aus. 1909 begann der Bau des Güterbahnhofs mit dem zugehörigen Rangierbahnhof. Dort wurde 1927 ein Zweigwerk errichtet, welches in den folgenden Jahren mehrfach erweitert wurde.
In den 1950er Jahren ersetzten Diesellokomotiven mit weniger Wartungsaufwand die Dampflokomotiven. Als um 1970 eine weitere Stilllegungswelle bei den noch vorhandenen Nebenbahnen erfolgte, wurden weitere Aufgabengebiete nach Kopenhagen verlegt. In den späten 1980er Jahren konnte die Werkstatt nicht mehr ausgelastet werden. 1990 bestanden nur noch drei Abteilungen mit 450 Mitarbeitern, die Lokomotivwerkstatt, die Umbauabteilung und die Komponentenfertigung. Die Lokomotivwerkstatt wurde in die Sonnesgade verlegt, wo sich seit 1925 das Betriebswerk befand. 1990 begann die Schließung der Werkstatt, die 2009 beendet wurde. Die letzten 160 Mitarbeiter erhielten andere Arbeitsplätze.

## Heutiger Zustand

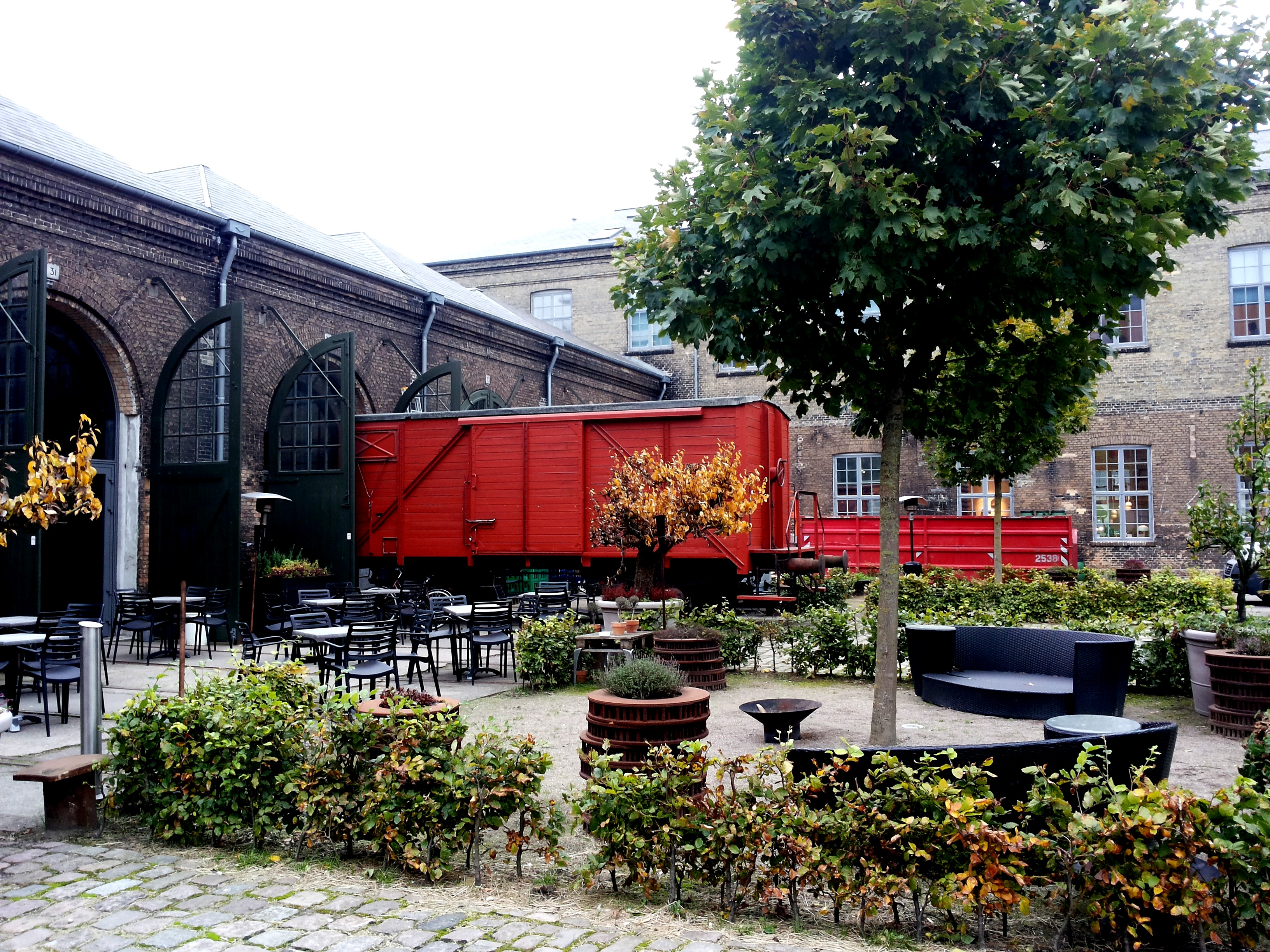
Heutiger Zustand

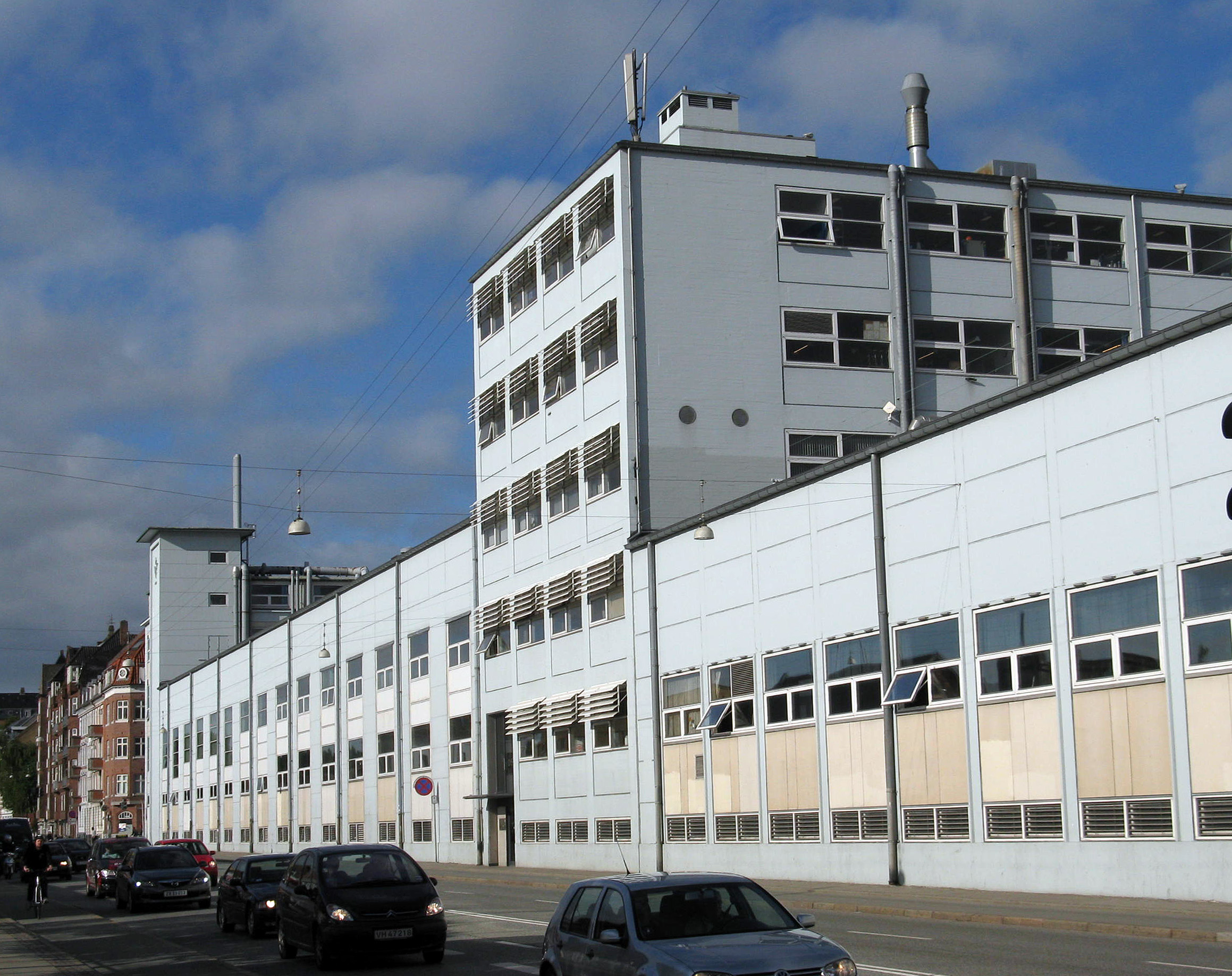
Ehemalige Wagenwerkstatt

Die Liegenschaften mit etwa 16.000 m² wurden zum Verkauf ausgeschrieben.
Da die DSB 1991 eine Abbruchgenehmigung beantragt hatte, die nicht genehmigt wurde, blieben die meisten Gebäude beim Umbau zur neuen Nutzung erhalten. Das Sportcentrum DGI-Huset Aarhus richtete 2003 vier Hallen ein. Seit 2007 nutzt DGI-Huset die beiden unteren Etagen des Baumannhuset, in dem vorher die Verwaltung der Werkstatt war. In anderen Hallen wurden Warenhäuser und Geschäfte sowie das Konferenzzentrum Centralværkstedet eingerichtet, das mit historischen Fotos aus den Anfangsjahren der Zentralwerkstatt geschmückt ist. Die Wagenwerkstatt Spanien wurde 2014 abgerissen.